# Montignac-le-Coq
Montignac-le-Coq é uma comuna francesa na região administrativa da Nova Aquitânia, no departamento de Charente. Estende-se por uma área de 10,2 km². Em 2010 a comuna tinha 139 habitantes (densidade: 13,6 hab./km²).